# Gạc (y tế)

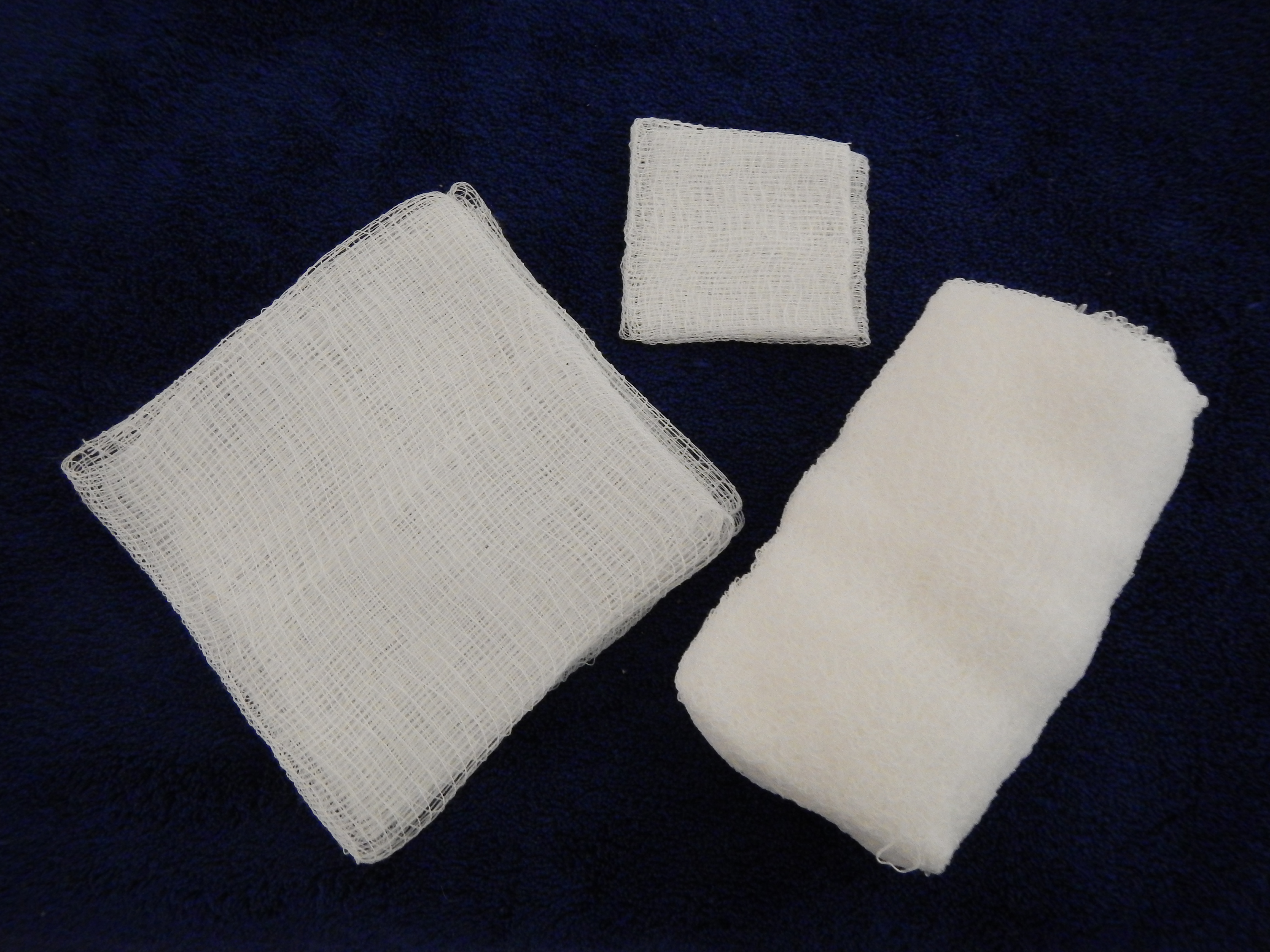
Những miếng gạc y tế

Gạc là vật dụng y tế dùng một lần, thường được sử dụng trong y học cũng như phẫu thuật. Chúng thường được làm bằng lượt và có tác dụng thấm máu cùng các chất lỏng khác, đồng thời làm sạch vết thương. Khi được sử dụng trong phẫu thuật, chúng được gọi là bọt biển phẫu thuật.
Kích thước phổ biến của một miếng gạc thường là 5 cm × 5 cm (2,0 in × 2,0 in), 7,5 cm × 7,5 cm (3,0 in × 3,0 in), hoặc 10 cm × 10 cm (3,9 in × 3,9 in).
Để sản xuất gạc y tế, người ta thường sử dụng các vật liệu như bông, vải không dệt. Gạc y tế vừa có nhiều kích cỡ, nhiều lớp, vừa có thể vô trùng hoặc không vô trùng. Thiết kế theo dạng dệt hở của miếng gạc y tế có công dụng loại bỏ những phần mô chết khỏi bề mặt da, đồng thời ngăn chặn chất lỏng chảy từ vết thương lên các miếng băng phủ ngoài, từ đó hỗ trợ ngăn ngừa tình trạng da bị sần sùi, úng nước do băng bó quá lâu.
Những miếng gạc y tế hay bọt biển phẫu thuật nếu bị để lại bên trong cơ thể sau khi phẫu thuật có thể gây ra các biến chứng. Đây cũng là một trong những sai sót phổ biến trong quá trình phẫu thuật. Vì lý do này, việc kiểm đếm các miếng gạc y tế là một việc thường làm. Những miếng gạc y tế bị bỏ quên trong quá trình phẫu thuật có thể sẽ trở thành các khối "textiloma" hoặc "gossypiboma".